# 뱅크 (음악 그룹)
뱅크는 대한민국의 프로젝트 밴드다. 멤버는 정시로, 임치후,  박영수, 박지훈, 안병범으로 구성되어 있다. 원래 음악 프로듀서였던 정시로와 설처용 임용덕이 함께 그룹 '뱅크'를 결성, 1집 앨범 《The Bank》의 수록곡 〈가질수 없는 너〉가 대히트를 기록하였다. 이후 2집을 발표하면서 설처용과 임용덕이 빠지고 박영수, 박지훈, 안병범이 새로이 투입, 밴드로서 면모를 갖추고 2집을 발표 '이젠 널 인정하려해'가 히트하였다. 이후 푸른하늘의 유영석과 프로젝트 그룹 화이트뱅크로 활동하기도 했고 베스트앨범과 솔로앨범을 발표하기도 하였다. 7집부터 객원멤버 김태현 영입 후 활발한 공연활동 최근까지 8집을 발표, "아회재백야", "가을의 전설", "후회", "어떡하니?", "난", "나란사람" 등의 곡을 발표하였다.
대부분의 곡은 핵심 멤버인 정시로가 작사, 작곡, 프로듀싱하며, 정시로는 1988년 제2회 KBS 대학가요축제에 참가한 이력이 있다.

## 디스코그래피

### 정규 앨범
- 《The Bank》 (1집, 1995년) - 가질 수 없는 너
- 《Love Letters》 (2집, 1996년) - 이젠 널 인정하려해
- 《The Blue Winter》 (3집, 1996년) - 아회재백야
- 《Virus》 (4집, 1997년) - 가을의 전설
- 《Hope》 (5집, 1998년) - 그녀의 생일
- 《Bank VI》 (6집, 2000년) - 후회, Summer Day, Night
- 《Arpeggio (I Love Piano)》 (7집, 2004년) - 어떡하니?, 난
- 《From Vitalsign》 (7.5집, 리메이크 앨범, 2007년) - 슬픈 선물

### 비정규 앨범
- 《선물 Best Album》 (베스트 앨범, 2000년) - 천년보다 긴 하루, 혼자하는 약속

### 프로젝트 앨범
- 《화이트뱅크》 (1999년) - 세상엔 없는 사랑

### 솔로 앨범
- 《Siro From Bank》 (정시로 솔로 1집, 2002년) - 헤어진 날의 일기
- 임용덕 1집, 1990년 - 홀로 부르는 노래